# Roitenbach
Der Roitenbach ist ein rechter Zufluss zum Kamp bei Rappottenstein in Niederösterreich.
Er entspringt in mehreren Quellbächen nordöstlich des Guttenbergs (855 m ü. A.) im Gemeindegebiet von Grafenschlag und fließt nach Norden ab, wo er zunächst den Bach von Schafberg und den Bach von Wielands aufnimmt und danach den aus Osten kommenden Purkenbach, der über ein durchaus beachtliches Einzugsgebiet verfügt. Von hier durchfließt er noch das namensgebende Roiten, bis er sich knapp danach von rechts in den Kamp ergießt. Sein Einzugsgebiet umfasst 17,6 km² in teilweise offener Landschaft.